# Паньє (гора)
Паньє (фр. Mont Panié, тобто гора Паньє) — гора на пасмі Центрального хребта на новокаледонському острові Нова Каледонія. Це найвища гора заморського володіння Франції з особливим статусом з такою самою назвою — Нова Каледонія.